# Swampwater
Swampwater va ser una banda de rock americana, que es va formar inicialment com a grup de suport de Linda Ronstad a finals dels anys 60, poc després de la seva entrada en solitari. Són famosos per incorporar elements de cajun i rock a la seva música. Entre els seus integrants es trobava el violinista cajun Gib Guilbeau, John Beland, abans que s'unissin a The Flying Burrito Brothers, amb Stan Pratt, Thad Maxwell i Eric White (el germà de The Byrds). Swampwater continuaria fent de banda suport a Ronstadt el 1971 al programa de televisió The Johnny Cash Show. La seva aparició al programa ajudaria Swampwater a aconseguir un contracte de gravació amb RCA.
Van combinar rock country de Califòrnia amb influències de bandes com The Byrds, The Dillards, Hearts & Flowers, The Beach Boys i Everly Brothers. Els seus riffs estilitzats de guitarra van influir en l'estil dels primers discs dels Eagles.

## Membres
- John Beland – veus, guitarra, piano (1968–1971, 1979)
- Gib Guilbeau - veus, guitarra, violí (1968-1971, 1979)
- Eric White - baix (1968-1969)
- Thad Maxwell - baix (1969-1971, 1979)
- Stan Pratt - percussions (1968-1971)
- Herb Pedersen - guitarra, veus (1971)
- Mickey McGee - percussions (1979)

## Discografia
- Swampwater (1970)
- Swampwater (1971)
- Reunion (1987)